# Comune di Herning
Il comune di Herning (in danese Herning Kommune) è un comune della Danimarca situato nella regione dello Jutland Centrale (Midtjylland). Capoluogo è la cittadina omonima.
Il comune è stato riformato in seguito alla riforma amministrativa del 1º gennaio 2007 accorpando i precedenti comuni di Aaskov, Aulum-Haderup e Trehøje.

## Centri abitati
I centri abitati principali del comune sono:
- Herning (51 312)
- Vildbjerg (4 027)
- Sunds (4 335)